# Terminalia ivorensis
Terminalia ivorensis là một loài thực vật thuộc họ Combretaceae. Loài này có ở Cameroon, Bờ Biển Ngà, Ghana, Guinea, Liberia, Nigeria, và Sierra Leone. Chúng hiện đang bị đe dọa vì mất môi trường sống.
Gỗ của loài này có mật độ khoảng 560 kg mỗi mét khối.

## Hình ảnh

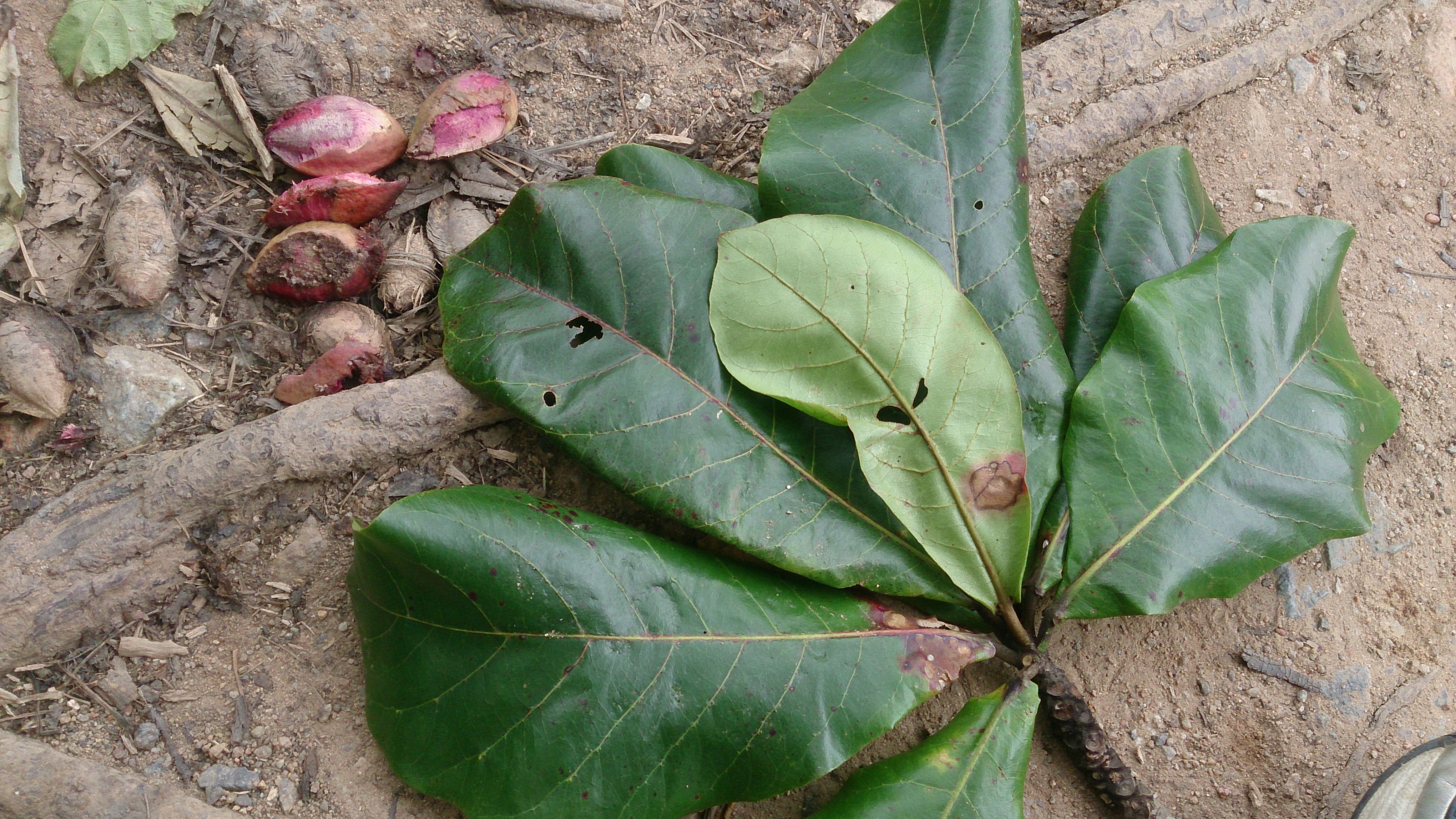
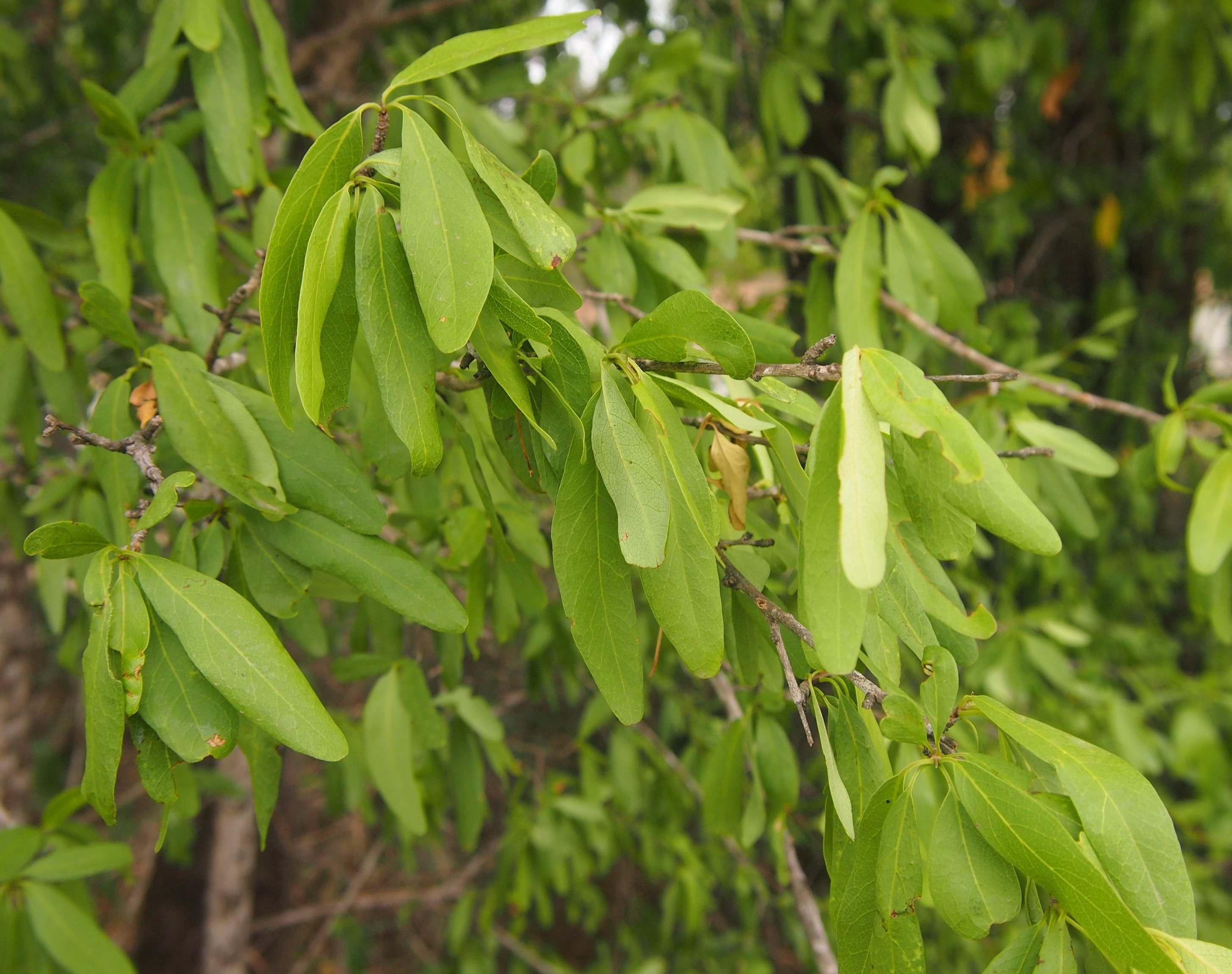
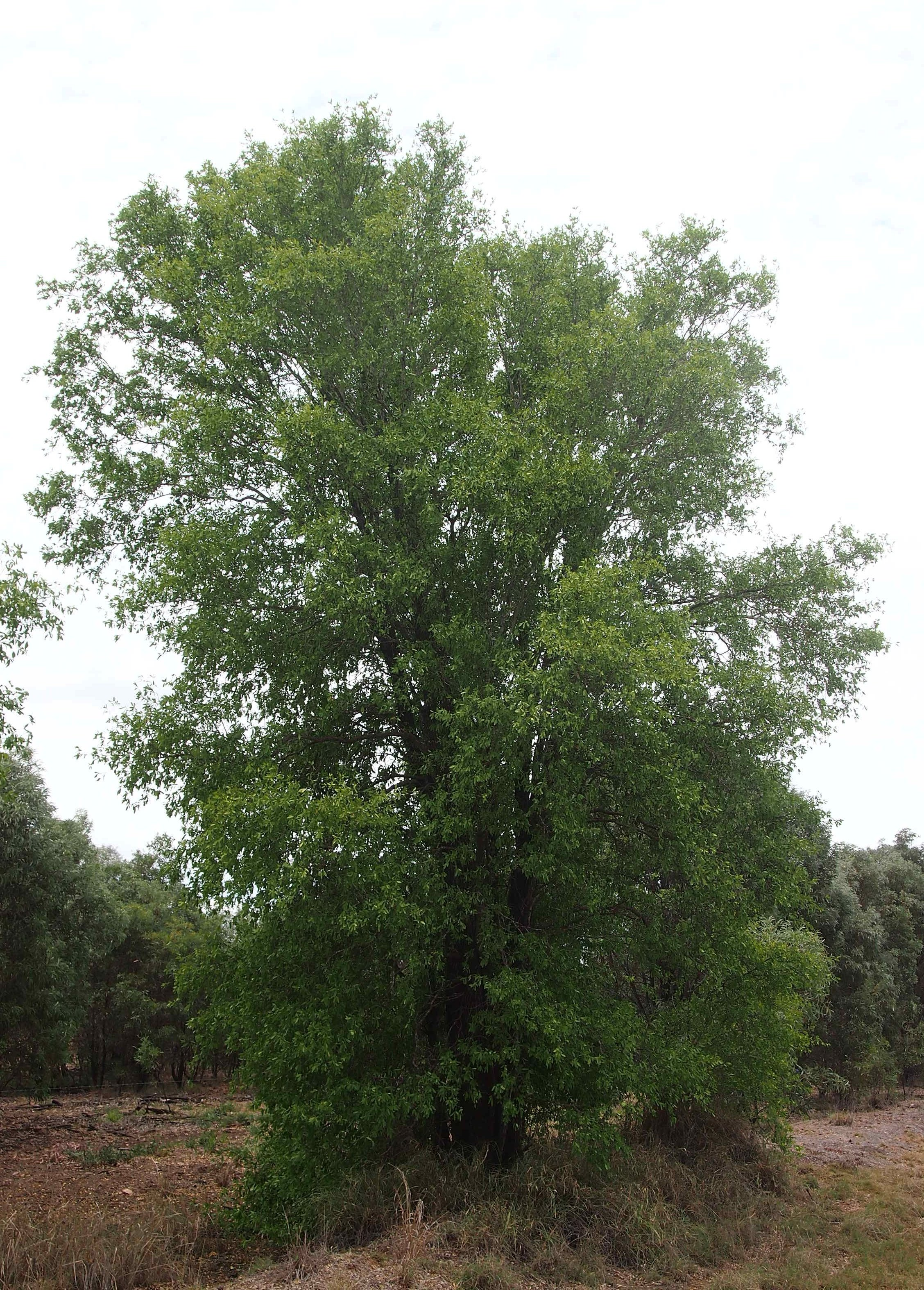